# Kadeisha Buchanan
Kadeisha Buchanan, född 5 november 1995 i Toronto, är en kanadensisk fotbollsspelare (försvarare) som spelar för engelska Chelsea FC women och det kanadensiska landslaget.
Buchanan blev olympisk bronsmedaljör i fotboll vid sommarspelen 2016 i Rio de Janeiro. Hon deltog i världsmästerskapet i Frankrike år 2019 och blev målskytt i Kanadas premiärmatch mot Kamerun. Vid olympiska sommarspelen 2020 i Tokyo var Buchanan en del av Kanadas lag som tog guld.